# Восточный нетопырь
Восточный нетопырь (лат. Pipistrellus abramus) — небольшая летучая мышь рода нетопырей. Их масса обычно составляет 4—7 г, длина тела 46—49 мм, длина хвоста 33—40 мм, длина предплечья 31—35 мм, размах крыльев 21—23 см.